# تونغ ديتشو
تونغ ديتشو (بالصينية:童第周 وبالإنجليزية:Tong Dizhou) هو عالم أجنة صيني ولد في 28 مايو 1902 وتوفى في 30 مارس 1979. ساهم تونغ في مجال الاستنساخ مما جعله نائب رئيس الأكاديمية الصينية للعلوم. لُقب تونغ بالأب الروحي للاستنساخ الصيني بعد نجاحه في استنساخ أول سمكة في العالم، وهي سمكة الشبوط.

## السيرة الذاتية
ولد تونغ يوم 28 مايو 1902 في جيجيانغ بالصين، ألتحق بجامعة فودان وتخرج منها عام 1924 حاصلا على بكالوريوس في علم النفس. حصل على الدكتوراه من جامعة بروكسل الحرة. أيد تونغ الليسينكووية في عام 1950 حتى عام 1956. في عام 1963 نجح العالم تونغ ديتشو في استنساخ أول سمكة في العالم عن طريق وضع الحمض النووي لذكر الشبوط في بويضات السمكة الأنثي.